# Игнатенко, Михаил Михайлович
Михаил Михайлович Игнатенко (4 января 1924 — 26 июля 2009) — разведчик батальона 464-го стрелкового полка 78-я стрелковая Запорожская дивизия, ефрейтор, участник Великой Отечественной войны, кавалер ордена Славы трёх степеней.

## Биография
Родился 4 января 1924 года в селе Тимошовка (ныне Михайловский район (Запорожская область) Запорожской области Украины). Из семьи рабочего. Украинец.
Окончил 7 классов средней школы в Запорожье в 1939 году. Работал на предприятиях города.
В начале Великой Отечественной войны, с сентября 1941 по сентябрь 1943 года, пережил немецкую оккупацию в родных краях. В Красную армию призван Запорожским городским военкоматом в сентябре 1943 года. Участник Великой Отечественной войны с октября 1943 года. Весь боевой путь прошёл в рядах 464-го стрелкового полка 78-й стрелковой дивизии на Юго-Западном и 2-м Украинском фронтах, начав воевать автоматчиком.
Красноармеец Михаил Игнатенко совершил первый подвиг уже через несколько дней после прибытия на фронт, в разгар битвы за Днепр. В боях за освобождение родной Запорожчины 4 ноября 1943 года он первым ворвался в посёлок "колония № 3" и уничтожил 3-х солдат врага. 6 ноября, когда пехота и танки противника контратаковали позиции советских войск у хутора Вольный, стойко вёл бой, пропуская через себя танки и огнём отсекая от них пехоту. Прорвавшиеся немецкие танки без поддержки пехоты понесли потери и были вынуждены уйти на исходные позиции. Рубеж был удержан. За эти бои награждён своим первым орденом - Красной Звезды.
Стрелок 464-го стрелкового полка (78-я стрелковая Запорожская дивизия, 33-й стрелковый корпус, 27-я армия, 2-й Украинский фронт) красноармеец Игнатенко Михаил Михайлович отличился в начале Уманско-Ботошанской наступательной операции. В бою 19 марта 1944 года в составе передовой группы он с ходу форсировал реку Днестр южнее города Могилёв-Подольский. Не давая врагу опомниться, бойцы выбили его сначала из передовых траншей, а затем и двух господствующих высот, лишив возможности вести прицельный обстрел переправляющихся остальных сил. В составе группы отважно вёл бой по удержанию этого выгодного рубежа до прибытия подкрепления.
За образцовое выполнение боевых заданий Командования на фронте борьбы с немецкими захватчиками и проявленные при этом доблесть и мужество приказом частям 33-го стрелкового корпуса № 012/н от 17 мая 1944 года красноармеец Игнатенко Михаил Михайлович награждён орденом Славы 3-й степени. Указом Президента СССР от 6 мая 1991 года был перенаграждён орденом Славы 1-й степени, став тем самым полным кавалером ордена Славы.
Вновь проявил отвагу в той же Уманско-Ботошанской наступательной операции. При атаке вражеской линии обороны 10 апреля 1944 года у населённого пункта Таусточий (Румыния) он увлёк за собой бойцов и первым ворвался на позицию противника. В рукопашной схватке он уничтожил 3-х солдат, а ещё 5 деморализованных румынских солдат сдались в плен. Своими действиями способствовал успеху атаки всего подразделения.
За образцовое выполнение боевых заданий командования на фронте борьбы с немецкими захватчиками и проявленные при этом доблесть и мужество приказом 78-й стрелковой дивизии № 016/н от 30 апреля 1944 года красноармеец Игнатенко Михаил Михайлович награждён орденом Славы 3-й степени.
Отличился в ходе Бухарестко-Арадской наступательной операции. Выполняя приказ по разведке обороны противника в районе населённого пункта Сигишоара (северо-западнее города Брашов, Румыния) 10 сентября 1944 года, скрытно пробрался на позиции врага, вёл наблюдение и установил точное расположение укреплений и огневых точек. Также незаметно вернулся и доложил данные командованию. В тот же день батальон по выявленным разведданным атаковал этот участок обороны и полностью овладел им. В бою М. М. Игнатенко лично уничтожил 2-х вражеских солдат.
За образцовое выполнение боевых заданий Командования на фронте борьбы с немецкими захватчиками и проявленные при этом доблесть и мужество приказом войскам 27-й армии № 0171 от 19 октября 1944 года красноармеец Игнатенко Михаил Михайлович награждён орденом Славы 2-й степени.
В апреле 1948 года ефрейтор М. М. Игнатенко был демобилизован.
Жил в городе Запорожье. Работал слесарем в гараже отдела перевозки почты Запорожского главпочтампта.
Скончался 26 июля 2009 года. Похоронен в Запорожье.

## Награды
- орден Отечественной войны I степени (11.03.1985)[2]
- орден Красной Звезды (18.11.1943)[3]
- орден Славы I степени (17.5.1944 награждён орденом Славы 3 степени, 6.5.1991г. перенаграждён орденом Славы 1 степени)[4]
- орден Славы II степени(19.10.1944)[5]
- орден Славы III степени (30.04.1944)[6]
  - медали, в том числе:
  - «За победу над Германией в Великой Отечественной войне 1941—1945 гг.» (1945)[7]

## Память
- На могиле Героя установлен надгробный памятник.
- Увековечен на сайте МО РФ «Дорога памяти»[8]